# Afriška plošča
Afriška plošča je glavna tektonska plošča, ki prečka ekvator in ničelni poldnevnik. Vključuje velik del afriške celine, pa tudi oceansko skorjo, ki leži med celino in različnimi okoliškimi oceanskimi grebeni. Med 60 in 10 milijoni let nazaj se je Somalska plošča začela ločevati od Afriške plošče vzdolž Vzhodnoafriškega jarka. Ker je afriška celina sestavljena iz skorje tako Afriške kot Somalijske plošče, nekatera literatura afriško ploščo omenja kot Nubijsko ploščo, da bi jo razlikovali od celine kot celote.
Gorovje Zagros v Iranu in Anatolska planota v určiji označujeta mesto, kjer je Afriška plošča trčila v Evrazijo.

## Meje
Zahodni rob Afriške plošče je divergentna meja s Severnoameriško ploščo na severu in Južnoameriško ploščo na jugu, ki tvorita osrednji in južni del Srednjeatlantskega hrbta. Afriško ploščo na severovzhodu omejuje Arabska plošča, na jugovzhodu Somalijska plošča, na severu Evrazijska plošča, Egejska morska plošča in Anatolska plošča, na jugu pa Antarktična plošča. Vse te meje se razlikujejo ali se širijo z izjemo severne meje in kratkega segmenta blizu Azorov, znanega kot razpoka Terceira.

## Sestava
Afriška plošča vključuje več kratonov, stabilnih blokov stare skorje z globokimi koreninami v subkontinentalnem litosferskem plašču in manj stabilnih teranov, ki so se združili v afriško celino med sestavljanjem superceline Pangea pred približno 250 milijoni let. Kratoni so od juga proti severu kraton Kalahari, Kongoški kraton, Tanzanijski kraton in Zahodnoafriški kraton. Kratoni so bili v preteklosti močno ločeni, vendar so se med vseafriško orogenezo združili in ostali skupaj, ko se je Gondvana razcepila. Kratoni so povezani z orogenimi pasovi, regijami močno deformiranih kamnin, kjer so se tektonske plošče spopadle. Saharski metakraton je bil pogojno identificiran kot ostanki kratona, ki se je ločil od subkontinentalnega litosferskega plašča, lahko pa je sestavljen iz zbirke nepovezanih fragmentov skorje, pometenih skupaj med vseafriško orogenezo.
Na nekaterih območjih so kratoni prekriti s sedimentnimi bazeni, kot so kotlina Tindouf, kotlina Taoudeni in kotlina Kongo, kjer spodnjo arhaično skorjo prekrivajo novejši neoproterozojski sedimenti. Plošča vključuje strižne cone, kot je Srednjeafriška strižna cona (CASZ), kjer sta se v preteklosti dva odseka skorje gibala v nasprotnih smereh, in jarka kot je jarek Anza, kjer se je skorja razmaknila in nastala depresija zapolnjena s sodobnejšim sedimentom.

## Sodobna gibanja
Afriška plošča se razcepi v vzhodni notranjosti afriške celine vzdolž Vzhodnoafriškega jarka. To območje ločuje Afriško ploščo na zahodu od Somalijske plošče na vzhodu. Ena hipoteza predlaga obstoj plaščnega oblaka pod območjem Afar, medtem ko nasprotna hipoteza trdi, da je jarek le območje največje šibkosti, kjer se Afriška plošča deformira, ko se plošče na njenem vzhodu hitro premikajo proti severu.
Hitrost Afriške plošče je ocenjena na okoli 2,15 cm na leto. V zadnjih 100 milijonih let se je premikala v splošni smeri proti severovzhodu. To jo približuje Evrazijski plošči, kar povzroča subdukcijo, kjer se oceanska skorja zbližuje s celinsko (npr. deli osrednjega in vzhodnega Sredozemlja). V zahodnem Sredozemlju relativna gibanja evrazijske in afriške plošče povzročajo kombinacijo stranskih in tlačnih sil, skoncentriranih v območju, znanem kot Azorsko-Gibraltarsko prelomno območje. Vzdolž severovzhodnega roba je Afriška plošča omejena z jarkom Rdečega morja, kjer se Arabska plošča oddaljuje od Afriške plošče.
Vroča točka New England v Atlantskem oceanu je verjetno ustvarila kratko linijo podvodnih gora srednje do pozne terciarne starosti na Afriški plošči, vendar se zdi, da je trenutno neaktivna.